# The Payback
The Payback é o 40º álbum de estúdio do músico americano James Brown. O álbum foi lançado em dezembro de 1973 pela Polydor Records. Foi originalmente concebido para ser a trilha sonora do filme blaxploitation Hell Up in Harlem (Brasil: Inferno No Harlem ), mas foi rejeitado pelos produtores do filme que alegaram que era "a mesma coisa velha de James Brown". (Um estória repetida amplamente—inclusive pelo próprio Brown—que o diretor Larry Cohen rejeitou a música dizendo que "não era funk o bastante" é negada por Cohen.) Alcançou o número 1 da parada Soul Albums por duas semanas e número 34 da Pop Albums. Foi o único álbum de Brown a ser certificado ouro.
The Payback é considerado um dos altos pontos da carreira musical de Brown e agora é considerada pelos críticos como um marco do funk. A  canção título alcançou o número 1 da parada R&B e é uma de suas mais famosas canções bem como fonte de samples para muitos produtores musicais. Musicalmente o álbum tem grooves cíclicos e festivos mas também passeia no soul, como na faixa "Doing the Best I Can".
O álbum foi relançado em CD em 1992 com anotações extras de Alan Leeds.

## Faixas
| N.º | Título                     | Duração |  |
| 1.  | "The Payback"              | 7:39    |  |
| 2.  | "Doing the Best I Can"     | 7:42    |  |
| 3.  | "Take Some...Leave Some"   | 8:33    |  |
| 4.  | "Shoot Your Shot"          | 8:09    |  |
| 5.  | "Forever Suffering"        | 5:52    |  |
| 6.  | "Time Is Running Out Fast" | 12:47   |  |
| 7.  | "Stone to the Bone"        | 10:14   |  |
| 8.  | "Mind Power"               | 12:04   |  |

- Nota: o tempo total da faixa "Mind Power" é do relançamento do álbum de 1992. A versão original de 1973 é 90 segundos mais curta.

## Músicos
- James Brown - vocais, piano elétrico
- St. Clair Pinckney - saxofone tenor, flauta
- Maceo Parker - saxofone alto, flauae
- Darryl "Hasaan" Jamison - trompete
- Jerone "Jasaan" Sanford - trompete
- Isiah "Ike" Oakley - trompete
- Fred Wesley - trombone
- Hearlon "Cheese" Martin - guitarra
- Jimmy Nolen - guitarra
- Fred Thomas	- baixo
- John Starks - bateria
- John Morgan - percussão

## Paradas
Album — Billboard (América do Norte)
| Ano  | Parada                 | Posição |
| ---- | ---------------------- | ------- |
| 1974 | Billboard's Pop Albums | 34      |